# Antonio Zozaya You
Antonio Zozaya You (Madrid, 3 de juny de 1859 - Mèxic, 9 de febrer de 1943) fou un jurista espanyol, acadèmic de la Reial Acadèmia de Ciències Morals i Polítiques.

## Biografia
Nasqué en una família acomodada i d'ideologia republicana, fill de Magdalena You i del notari Juan Zozaya Pantiga Per motius de salut va estudiar els últims anys del batxillerat a Sòria. Entre 1874 i 1887 es va llicenciar en Dret Civil i Dret Canònic per la Universitat Central de Madrid.
Va destacar com a periodista, publicista i creador literari. En data tan primerenca com 1879, "emmarcada en aquesta inquietud de transformació educativa que van tenir republicans, institucionistes i norantavuitentistes" i per contribuir "a l'educació científica d'Espanya i dels pobles que parlen el nostre idioma", va fundar la Biblioteca Econòmica Filosòfica, sèrie que intentava posar la gran cultura a l'abast de les classes menys afavorides. A l'altura de 1936 la sèrie comptava amb 97 títols, i uns altres 20 en preparació. El 1934 fou escollit acadèmic de la Reial Acadèmia de Ciències Morals i Polítiques, el seu discurs d'ingrés, el 20 de gener de 1935, va tractar sobre Libertad e individualismo
Fou un dels fundadors d'Izquierda Republicana i les seves cròniques periodístiques van aparèixer fonamentalment en els diaris El Liberal (uns 6.000 articles) i La Libertad, de Madrid, entre molts altres durant 60 anys de dedicació periodística, fins al punt que el 1943 tenia publicats uns 8.000 articles de premsa. Per la seva àmplia labor periodística, el 1927 una comissió de rellevants literats va sol·licitar i va obtenir de l'Ajuntament de Madrid que se li dediqués una plaça amb un bust, que es va realitzar per subscripció popular.
Com a molts intel·lectuals republicans, amb la guerra civil espanyola va abandonar Madrid el 1936 en direcció a València, on va continuar el seu treball periodístic. Al final de la contesa, després de passar per Barcelona i França (on van quedar en camps de concentració els seus dos fills i nores) va emigrar a Mèxic des de Narbona en l'expedició del vaixell Sinaia (maig-juny de 1939), i va romandre tres anys en aquell país, col·laborant en el periòdic Excelsior. Allí va morir, i està enterrat al Cementiri Espanyol al costat de la seva esposa, Leona Balza Oquendo (natural d'Amurrio, Àlaba).
El 19 de novembre de 1940, com a resultat d'una depuració encoberta, va ser donat de baixa de l'Acadèmia juntament amb un altre cèlebre acadèmic republicà i també exiliat, Salvador de Madariaga. Amb ella va ser pare de tres fills, entre ells l'epidemiòleg Carlos Zozaya Balza (1897-1991) i avi de l'arqueòleg i medievalista Juan Zozaya Stabel-Hansen.

## Obres
Va adquirir celebritat amb les novel·les La maldita culpa, La bala fría i La dictadura; amb comèdies com Cuando los hijos lloran (1907) i drames com Misterio (1909), o bé amb miscel·lànies poètiques i erudites, com El libro del saber doliente i Ideogramas. Una de les seves novel·les cortes, Miopita, s'adaptà al cinema en els anys cinquanta, dirigida per Manuel Mur Oti, amb el títol de Cielo Negro. Va desenvolupar també una extensa labor com a traductor d'obres de filosofia: Plató, Kant, Hegel, Comte, Spencer, etc. Per la seva obra La Guerra de las Ideas fou distingit el 1923 amb la Legió d'Honor francesa.